# Franz Böhner
Franz Böhner (* 16. August 1889 in Lichtenau; † 8. Januar 1954 ebenda) war ein deutscher Politiker der Zentrumspartei.

## Leben
Nach seiner Schulzeit übernahm Böhner den väterlichen Bauernhof in Lichtenau. Er war örtlicher Vorsitzender der Deutschen Bauernschaft und stellvertretender Vorsitzender des westfälischen Bauernverbandes. Nach dem Zweiten Weltkrieg übernahm er das Amt des Kreislandwirts im Kreis Büren.

## Politik
Böhner war bereits im Kaiserreich Mitglied des Zentrums, für das er sich auch in der Weimarer Republik engagierte. 1945 beteiligte er sich an der Wiedergründung dieser Partei und war stellvertretender Kreisvorsitzender im Kreis Büren.
Von 1930 bis 1933 trat Böhner zur Reichstagswahl an, zog aber nicht ins Parlament ein. Von 1946 bis zu seinem Tode war er für das Zentrum Landtagsabgeordneter in Nordrhein-Westfalen. In den Deutschen Bundestag wurde er 1953 gewählt, verstarb aber bereits wenige Monate danach. Für ihn rückte Josef Rösing nach.

## Öffentliche Ämter
Von 1917 bis 1933 war Böhner Amtmann des Amtes Lichtenau. Von 1946 bis zu seinem Tode versah er das Amt des Landrats im Kreis Büren.